# Hans Wijnberg
Hans Wijnberg, ou também Hans Wynberg, (Amsterdam, 29 de novembro de 1922 – Tynaarlo, 25 de maio de 2011) foi um químico neerlandês.
Após a aposentadoria em 1987 Wijnberg fundou em 1988 com Richard Kellogg e Wolter ten Hoeve a empresa Syncom.